# Lance Ward
Lance Ward (* 2. Juni 1978 in Lloydminster, Alberta) ist ein ehemaliger kanadischer Eishockeyspieler, der im Verlauf seiner aktiven Karriere zwischen 1994 und 2011 unter anderem 209 Spiele für die Florida Panthers und Mighty Ducks of Anaheim in der National Hockey League (NHL) auf der Position des Verteidigers bestritten hat. Seine größten Karriereerfolge feierte Ward, der auch eine Spielzeit bei den Frankfurt Lions in der Deutschen Eishockey Liga (DEL), jedoch in Diensten des HV71, mit dem er in den Jahren 2008 und 2010 zweimal Schwedischer Meister wurde.

## Karriere
Lance Ward spielte zunächst Eishockey in seiner Geburtsstadt Lloydminster in der Alberta Junior Hockey League (AJHL), bevor der Defensivakteur ab der Saison 1994/95 während vier Spielzeiten für die Red Deer Rebels in der kanadischen Juniorenliga Western Hockey League (WHL) aufs Eis ging. Beim NHL Entry Draft 1996 wurde er von den New Jersey Devils aus der National Hockey League (NHL) in der ersten Runde an zehnter Position ausgewählt. Da ihn diese jedoch nicht zur Vertragsunterschrift brachten und er stattdessen weiterhin für die Red Deer Rebels in der Western Hockey League auflief, war der Kanadier im NHL Entry Draft 1998 erneut verfügbar, wo er schließlich von den Florida Panthers in der dritten Runde an 63. Stelle gezogen wurde.
Danach war Ward von 1998 bis 2000 für diverse Mannschaften in der East Coast Hockey League (ECHL), International Hockey League (IHL) und American Hockey League (AHL) aktiv und stand ebenfalls in Diensten der Louisville Panthers, einem Farmteam der Florida Panthers, mit denen er in der Saison 1999/2000 die erste Runde der Playoffs erreichte. Im Laufe der Spielzeit 2000/01 kam Ward zu seinem Debüt in der NHL. Er lief von 2001 bis 2003 für die Florida Panthers auf und kam auf insgesamt 134 Spiele, in denen der Rechtsschütze auf elf Punkte und 254 Strafminuten kam. Im Verlauf der Saison 2002/03, am 30. Januar 2003, transferierten die Panthers den Abwehrspieler gemeinsam mit Sandis Ozoliņš im Austausch für Pavel Trnka, Matt Cullen und einem Viertrunden-Wahlrecht im NHL Entry Draft 2003 zu den Mighty Ducks of Anaheim, für die er insgesamt 75 Partien absolvierte. Dabei schoss er kein Tor und gab lediglich fünf Vorlagen. In der Saison 2004/05 spielte Ward aufgrund des Lockouts nicht in der NHL und unterschrieb im Sommer 2005 einen Vertrag bei den Ottawa Senators, die ihn im Verlauf der Spielzeit 2005/06 ausschließlich im Farmteam Binghamton Senators in der AHL einsetzten.
Im Juni 2006 unterzeichnete Ward ein Einjahresvertrag bei dem schwedischen Elitserien-Klub HV71. Dort fiel der Kanadier vor allem durch seine harte Spielweise auf und war zudem oft in Auseinandersetzungen mit gegnerischen Spielern verwickelt. Mit 273 Strafminuten in der Saison 2006/07 hält der Kanadier den Rekord für die meisten Strafminuten in einer Saison in der höchsten schwedischen Spielklasse. Nach dieser Spielzeit hatte der Verteidiger bereits einen Zweijahresvertrag beim Graz 99ers aus der österreichischen Erste Bank Eishockey Liga (EBEL) unterschrieben, doch Graz löste den Vertrag noch vor Saisonbeginn auf, woraufhin der Kanadier nach Schweden zu seinem ehemaligen Verein in Jönköping zurückkehrte. Dort erhielt er erneut einen Einjahresvertrag. In der Saison 2007/08 wurde Ward erstmals Schwedischer Meister und unterschrieb anschließend einen Vertrag für die folgende Saison bei den Frankfurt Lions aus der Deutschen Eishockey Liga (DEL). Zur Saison 2009/10 kehrte Ward zum HV71 zurück, mit denen der Kanadier zum Saisonende zum zweiten Mal in seiner Laufbahn die schwedische Meisterschaft gewann. Nach Vertragsende im Sommer 2011 beendete Ward seine aktive Karriere im Alter von 33 Jahren.

## Erfolge und Auszeichnungen
- 2008 Schwedischer Meister mit dem HV71
- 2010 Schwedischer Meister mit dem HV71

## Karrierestatistik
(Legende zur Spielerstatistik: Sp oder GP = absolvierte Spiele; T oder G = erzielte Tore; V oder A = erzielte Assists; Pkt oder Pts = erzielte Scorerpunkte; SM oder PIM = erhaltene Strafminuten; +/− = Plus/Minus-Bilanz; PP = erzielte Überzahltore; SH = erzielte Unterzahltore; GW = erzielte Siegtore; 1 Play-downs/Relegation; Kursiv: Statistik nicht vollständig)